# ドン・ルイス・デ・ゴンゴラの肖像
『ドン・ルイス・デ・ゴンゴラの肖像』（ドン・ルイス・デ・ゴンゴラのしょうぞう、西: Retrato de Luis de Góngora、英: Portrait of Don Luis de Góngora）は、スペインのバロック絵画の巨匠ディエゴ・ベラスケスが1622年にキャンバス上に油彩で制作した絵画である。モデルのドン・ルイス・デ・ゴンゴラ・イ・アルゴーテ (1561-1627年) はコルドバ生まれの詩人で、今日ではスペインの代表的な詩人とみなされている。本作の成功でベラスケスは、24歳の若さでスペインの宮廷画家に任命されることになったのかもしれない。作品はマリー・アントワネット基金による購入により、1932年以降、ボストン美術館に所蔵されている。なお、X線調査により、本来、ゴンゴラは頭部に月桂冠を被っていたが、ベラスケス本人によって塗りつぶされていることが判明している。
この作品には2点の別ヴァージョンが存在するが、工房による複製と考えられている。1点はマドリードのラサロ・ガルディアーノ美術館に、もう1点はプラド美術館に所蔵されている。その他、ダラスのメドウズ美術館とビルバオの個人コレクションにも複製がある。

## 作品
ベラスケスの師であったフランシスコ・パチェーコは、ベラスケスの最初のマドリード滞在中に本作を委嘱した。パチェーコ自身の著名作家の肖像シリーズの参考とするためであった。パチェーコは有名人たち、それも学問芸術の各分野の有名人たちに囲まれるのを好んだが、彼のアトリエはベラスケスを含む弟子たちの訓練の場となっていたのである。
ゴンゴラは現在ではスペインの代表的な詩人と目されるが、当時はその軽い内容の方の詩は評価されたものの、シリアスな詩は難解で衒学的趣味なものとみなされていた。この肖像画は控え目に描かれている。目鼻立ちは鋭く、深い心理的洞察を備えた人物として描かれているが、それはモデルの厳密にして同時に繊細な知性を反映している。なお、この肖像画が描かれた時、彼は60歳で健康状態も思わしくなく、宮廷での長年の不遇を嘆いていた。ベラスケスは、気難しくシニカルな性格でも知られた詩人を率直に表現している。
スペインの画家・著述家アントニオ・パロミーノは、この肖像画が「すべての宮廷人に非常に高く評された」と称賛したが、「前作よりも劣る彼の方法で」描かれたと警告もした。フアン・デ・コウルベス (Juan de Courbes) は、本作をホセ・ぺリセールの著作「Lecciones solemnes a las obras de don Luis de Góngora y Argote, Madrid, 1630」の扉絵用の版画のモデルとして用いた。「ゴンゴラの肖像」とされる作品がベラスケスの死に際し、彼の遺産目録にあった (目録番号179) が、おそらく本作であると思われる。この作品、または複製が1677年のカルピオ侯爵ガスパール・デ・アーロ・イ・グスマンのコレクションにあった。後に、侯爵の「ゴンゴラの肖像」は彼のコレクションとともに1692年にニコラス・ネパータ (Nicolás Nepata) により購入された。